# 借宿前駅
借宿前駅（かりやどまええき）は、かつて茨城県鉾田市半原にあった鹿島鉄道鹿島鉄道線の駅である。2007年（平成19年）4月1日、鹿島鉄道線の廃線にともない廃駅となった。

## 歴史
- 1951年（昭和26年）10月1日：鹿島参宮鉄道の駅として開業[2]。
- 1965年（昭和40年）6月1日：鹿島参宮鉄道と常総筑波鉄道が合併して関東鉄道が発足。同社鉾田線の駅となる[2]。
- 1979年（昭和54年）4月1日：鉾田線が鹿島鉄道に分社化[2]。
- 2007年（平成19年）4月1日：廃止[2]。

## 駅構造
単式ホーム1面1線を有する地上駅であり、無人駅であった。ホームは線路の北東側に設置されており、ホーム上には簡易な待合室が置かれていた。

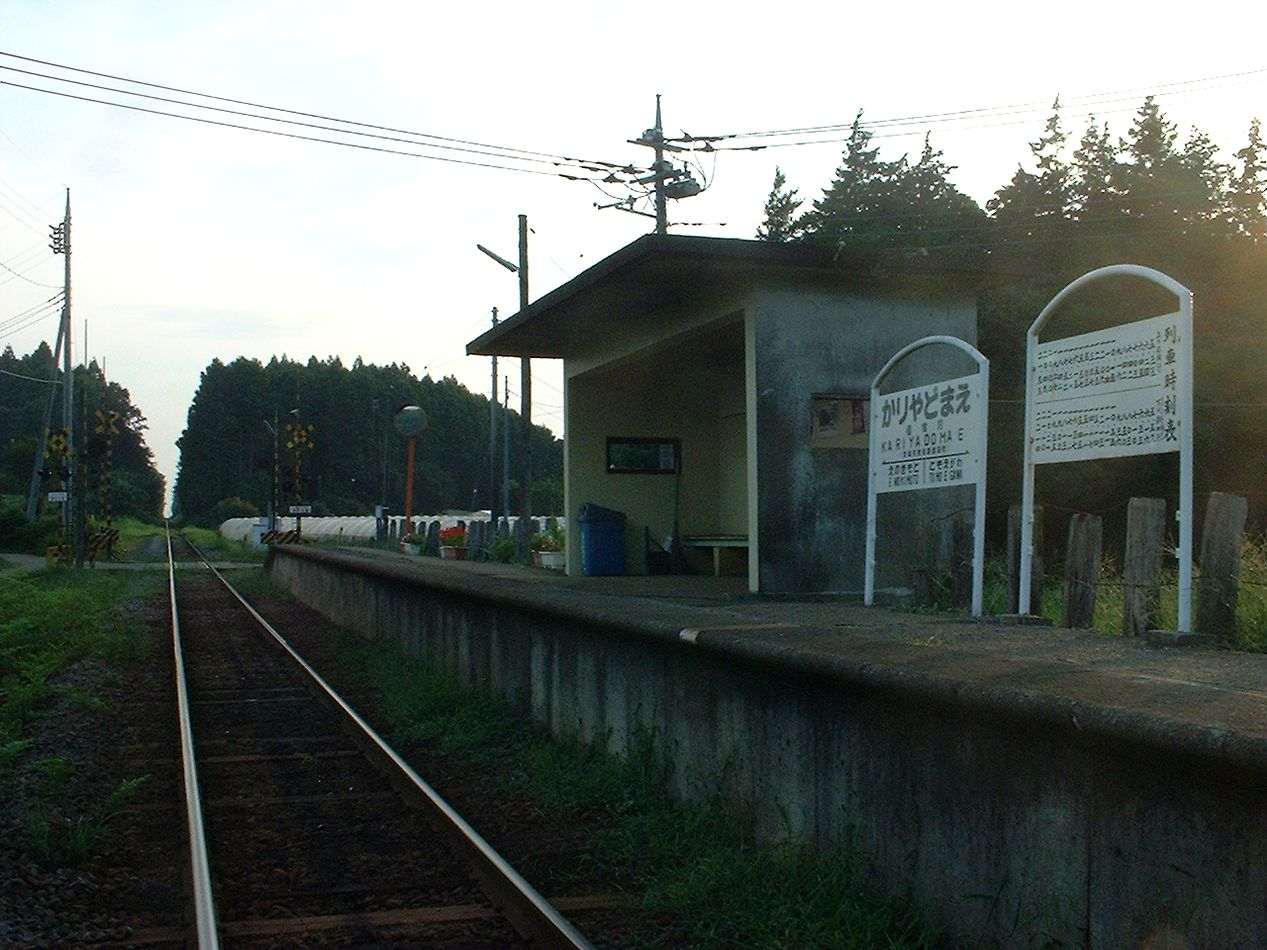
構内（2005年8月）

## 駅周辺
- 白帆カントリークラブ - クラブハウスまで徒歩圏。
- ダイヤグリーン倶楽部 - 敷地は近いが、クラブハウスは巴川駅が最寄りとなる。

## 廃線後の状況
鹿島鉄道線で唯一、廃止後に代替バスが補完しない駅となった。最も近いかしてつバス「上山南」停留所からは直線距離で約1.5 km離れている。

## 隣の駅
鹿島鉄道
■鹿島鉄道線
榎本駅 - 借宿前駅 - 巴川駅